# 滋賀県高等学校の廃校一覧
滋賀県高等学校の廃校の一覧（しがけんこうとうがっこうのはいこういちらん）とは、滋賀県の廃校となった高等学校の一覧。対象となるのは学制改革（1948年）以降に廃校となった高等学校と分校である。名称は廃校当時のもの。廃校時に属していた自治体が合併により消滅している場合は現行の自治体に含める。

## 大津市
- 滋賀県立大津高等学校〈初代〉（1949年統合により大津高〈2代目〉へ）[1]
- 滋賀県立膳所高等学校〈初代〉（同上）[2]
- 滋賀県立志賀高等学校（同上）[1][2]
- 滋賀県立大津高等学校〈2代目〉（1952年大津西高〈1956年滋賀県立大津高等学校へ改称〉[1]と大津東高〈1956年滋賀県立膳所高等学校へ改称〉[2]へ分割）[注釈 1]
- 滋賀県立瀬田高等学校〈2代目〉（1969年大津東工業高として滋賀県立瀬田工業高等学校から独立、1970年改称、2017年瀬田工業高へ統合し同校定時制へ戻る）[3]

## 彦根市
- 滋賀県立彦根東高等学校〈初代〉（1949年統合により彦根高へ）[4]
- 滋賀県立彦根西高等学校〈初代〉（同上）[4]
- 滋賀県立彦根南高等学校〈初代〉（同上）[4]
- 滋賀県立彦根高等学校（1952年滋賀県立彦根東高等学校〈2代目〉[4]と彦根西高〈2代目〉[5]へ分割）[注釈 2]
- 滋賀県立彦根西高等学校〈2代目〉（2016年彦根翔陽高と統合し滋賀県立彦根翔西館高等学校へ）[5]
- 滋賀県立彦根翔陽高等学校（1974年彦根西高〈2代目〉から独立し彦根南高〈2代目〉となり、1984年彦根商業高、1998年彦根翔陽高へ改称、2016年彦根西高〈2代目〉と統合し彦根翔西館高へ）[5]

## 長浜市
- 滋賀県立虎姫高等学校〈初代〉（1949年伊香高〈初代〉と統合し湖北高虎姫校舎となるも、1951年再分割）[6][注釈 3]
- 滋賀県立伊香高等学校〈初代〉（1949年虎姫高〈初代〉と統合し湖北高伊香校舎となるも、1951年再分割）[7][注釈 4]
- 鐘紡長浜高等学校（1951年に財団法人から学校法人に移行した企業内高校。定時制・共学。工業化学科と家庭被服科を併設していた。1988年廃校）
- 滋賀県立長浜北高等学校〈旧〉（2018年長浜高と統合し滋賀県立長浜北高等学校〈新〉へ）[8]
- 滋賀県立長浜高等学校（2018年長浜北高〈旧〉と統合し長浜北高〈新〉へ）[8]

## 草津市
- 滋賀県立草津高等学校〈旧〉（1949年大津市の瀬田高〈初代〉改め湖南高〈1955年瀬田工業高へ改称〉と統合し湖南高草津校舎となるも、1951年再独立）[9]

## 甲賀市
- 私立城南高等学校志賀分校（1966年に三重県亀山市に本部を持つ学校法人日本学院が設置。1968年をピークに生徒数が激減し、1973年募集停止。1975年閉鎖）

## 東近江市
- 滋賀県立神崎高等学校（1949年愛知郡愛荘町の愛知高〈初代〉と統合し神愛高八日市校舎となるも、1951年滋賀県立八日市高等学校として再分割）[10][注釈 5]

## 愛知郡
- 滋賀県立愛知高等学校〈初代〉（1949年東近江市の神崎高と統合し神愛高愛知校舎となるも、1951年滋賀県立愛知高等学校〈2代目〉として再分割）[11][注釈 6]